# Chery Tiggo 7
Chery Tiggo 7 — выпускающийся с 2016 года компактный кроссовер китайского автопроизводителя Chery.
Первое поколение выпускалось в 2016—2020 годах в Китае, с лета 2020 года как DR F35 производится в Италии, также модель лежит в основе производимой с 2019 года модели Exeed LX премиального суббренда компании.
Второе поколение вышло в 2020 году под названием Tiggo 7 Pro, в Европе известно как DR 6.0, в 2021 году дополнено версией Tiggo 7 Plus.

## История

### Первое поколение
Первое поколение было представлено в апреле 2016 года на Пекинском автосалоне. Модель построена на новой модульной платформе T1X, подвеска разработана вместе с австрийской компанией Benteler. Дизайн был разработан Джеймсом Хоупом, директором Шанхайского центра стиля Chery.
Модель производилась до 2020 года когда была сменена вторым поколением, при этом параллельно в октябре 2019 года на базе модели премиальный суббренд Exeed выпустил модель Exeed LX, выпускаемую до настоящего времени, а уже после прекращения выпуска в Китае в июне 2020 года в Италии компанией DR Automobiles начата сборка модели под названием DR F35, отличающейся другой решеткой радиатора и логотипом, модель продаётся в Италии и Испании по цене от 23 900 евро.

### Рестайлинг, 2018 год и новый бренд Qoros Young
В августе 2017 года компактный кроссовер Qoros Young был представлен как обновленная версия Chery Tiggo 7. Chery владеет половиной холдинга Qoros, а другая половина принадлежит сингапурской инвестиционной компании Kenon Holdings. Qoros Young так и не появился на рынке, вместо этого его дизайн был повторно использован в обновленном Chery Tiggo 7 Fly, представленном в 2018 году.

Tiggo 7 Fly дебютировал в сентябре 2018 года. В модели с фейслифтингом по-прежнему используется та же трансмиссия, что и в модели до рестайлинга: 1,5-литровый турбодвигатель мощностью 147 лошадиных сил (110 кВт; 149 л.с.) и 210 Нм (155 фунт-футов). 21 кг⋅м). Трансмиссия — 6-ступенчатая коробка передач с двойным сцеплением или 6-ступенчатая механическая коробка передач. 

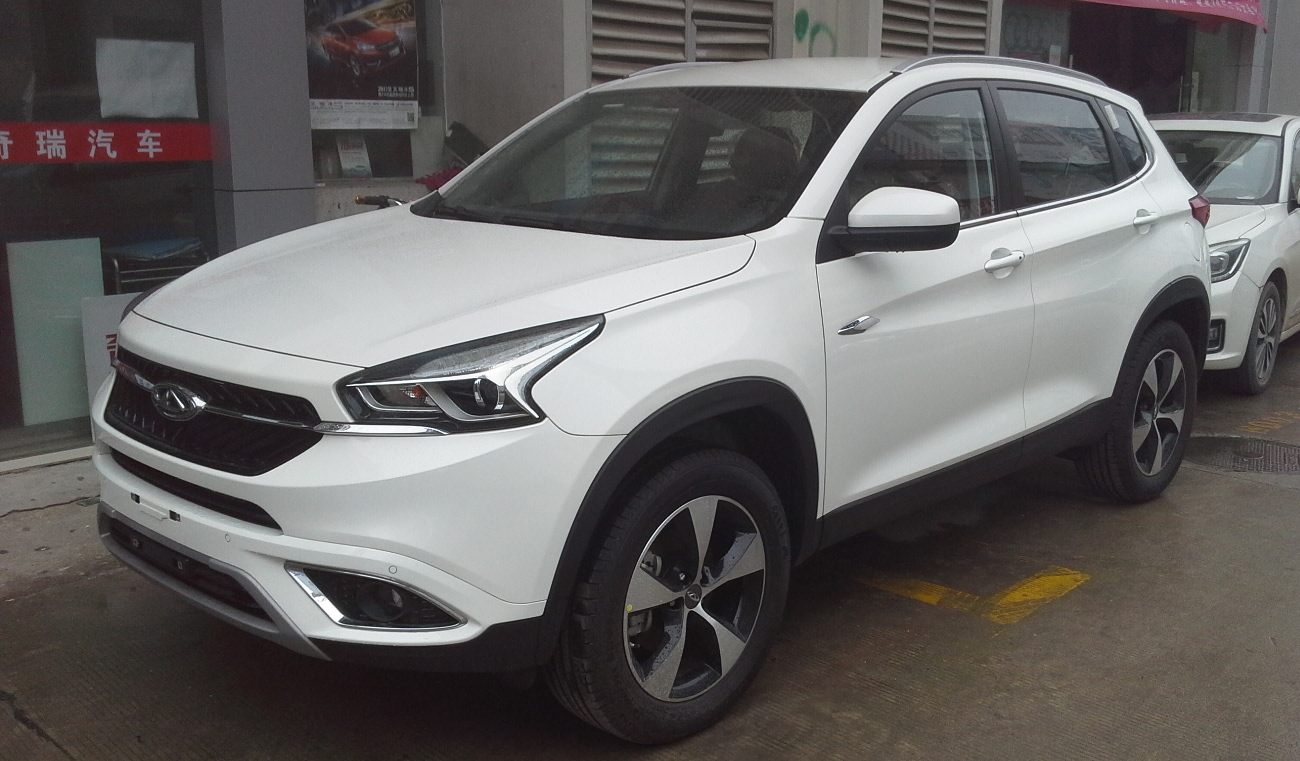
Chery Tiggo 7
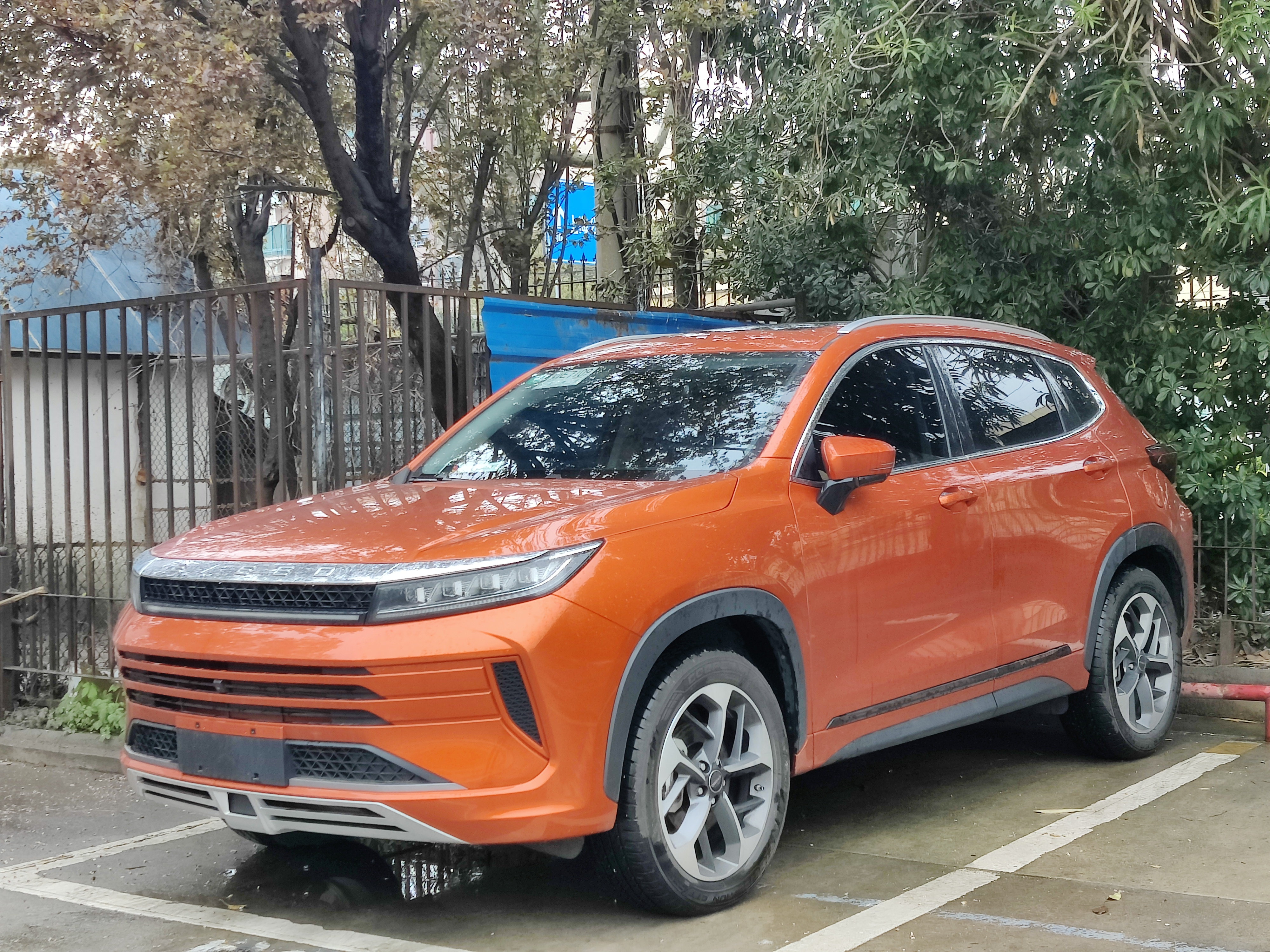
Exeed LX
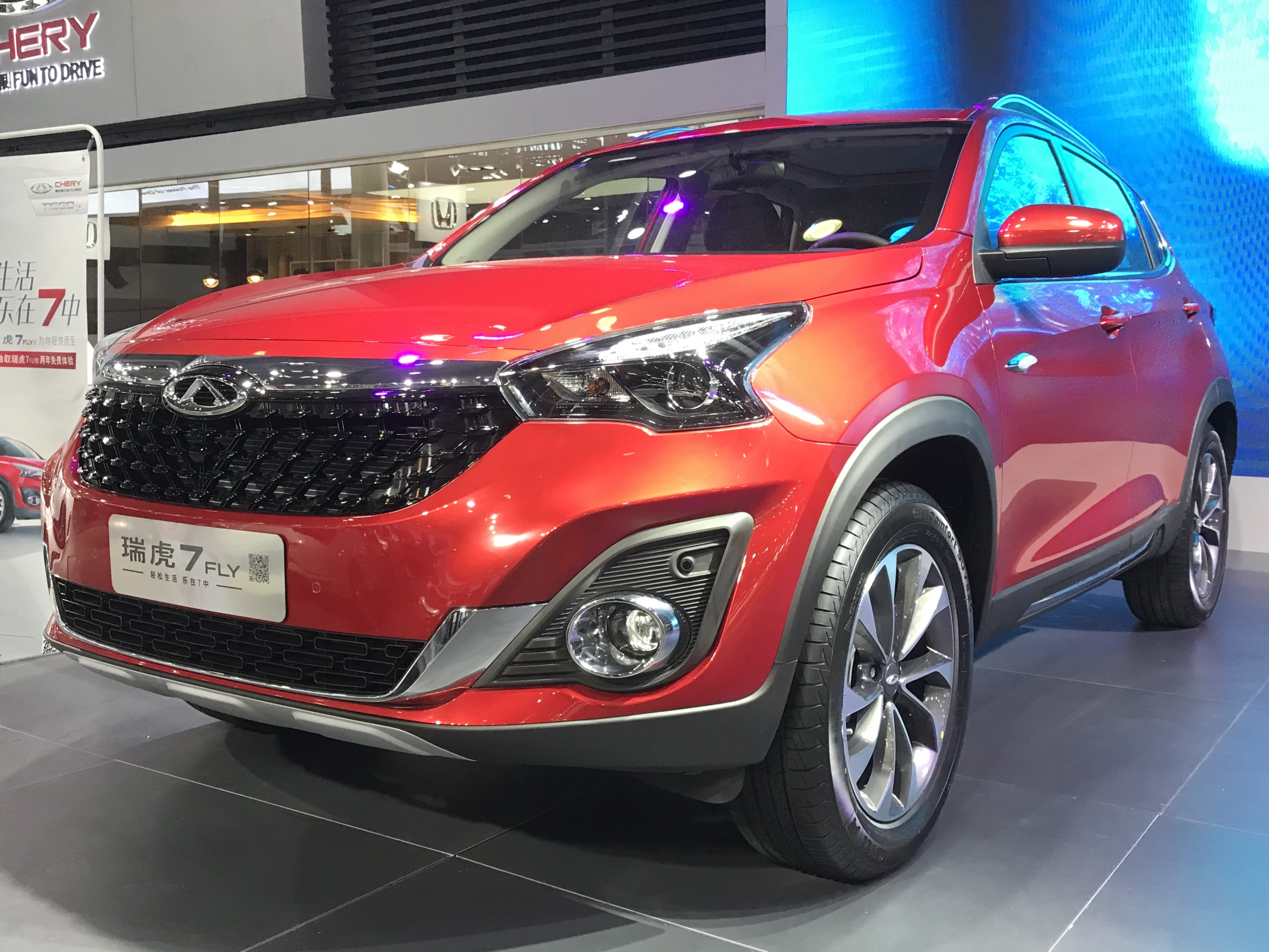
Chery Tiggo 7 Fly

### Второе поколение
Chery Tiggo 7 Pro
Второе поколение было представлено в ноябре 2019 года на автосалоне в Гуанчжоу, поступило в продажу в марте 2020 года.

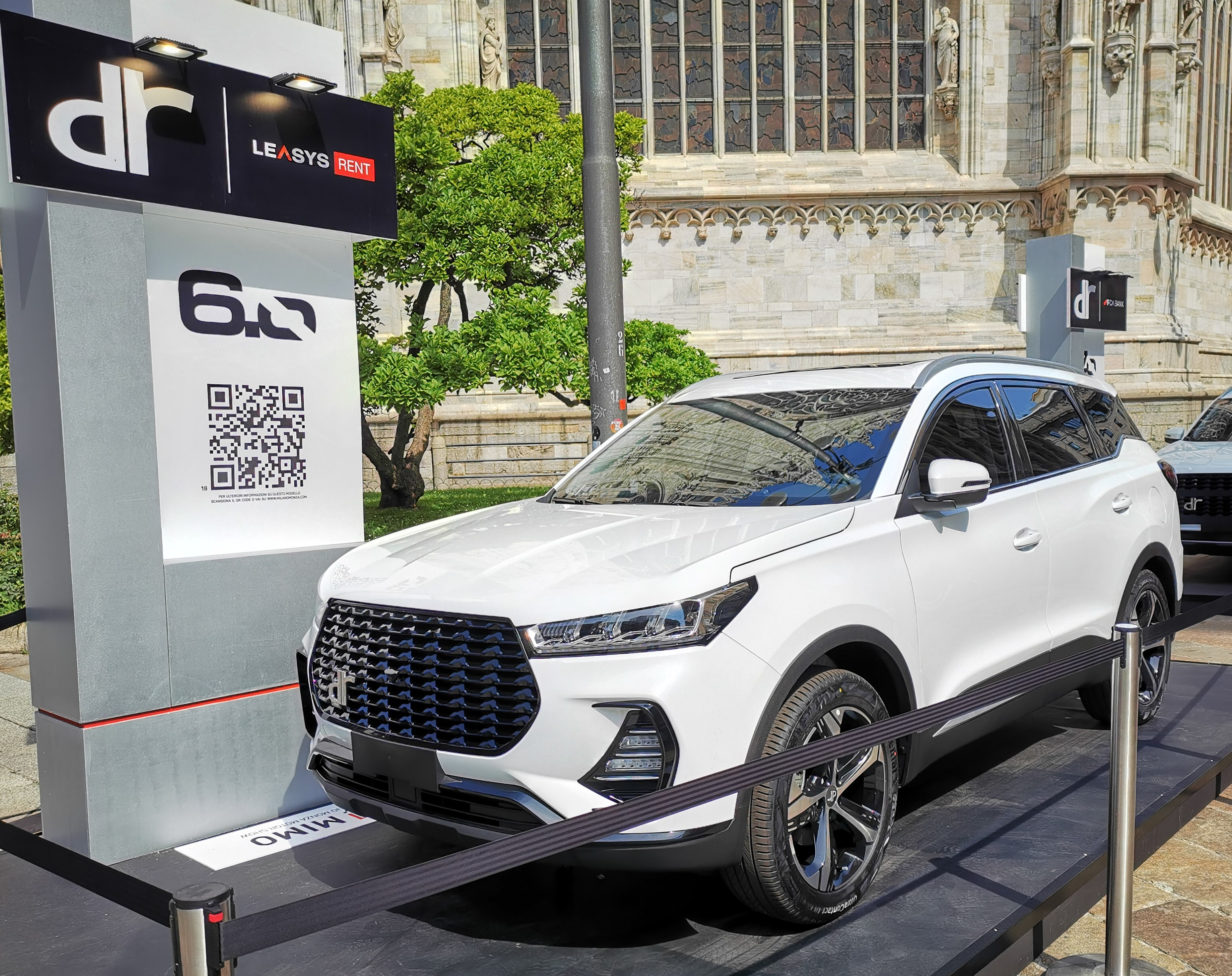
DR 6.0 собираемый в Италии

В Европе модель была представлена на автосалоне в Милане в июне 2021 года как DR 6.0 собираемая итальянской компанией DR Automobiles.
Второе поколение модели оказалось намного успешнее первого — в 2020 году в Китае было реализовано почти 65 000 единиц, что в 4,5 раза больше, чем годом ранее при продаже первого поколения. За первое полугодие 2021 года — 49 411 единиц, и это на 60 % больше по сравнению с аналогичным периодом 2020-го.

### Tiggo 7 Plus
Выпущенный в сентябре 2021 года Tiggo 7 Plus представляет собой более премиальный вариант обычного Tiggo 7, нацеленный на несколько более высокий сегмент рынка. Модель Tiggo 7 Plus, продаваемая за рубежом как Tiggo 7 Pro , отличается обновленным передним бампером и решеткой радиатора, а также слегка улучшенным интерьером. Информационно-развлекательная система Tiggo 7 Plus поставляется с Baidu CarLife и Apple CarPlay и работает на операционной системе Chery Lion 4.0.
Tiggo 7 Plus доступен с тремя силовыми агрегатами, включая 1,5-литровый двигатель с турбонаддувом мощностью 156 л.с. (116 кВт; 158 л.с.) и крутящим моментом 230 Нм (170 фунт-фут; 23 кгм) в сочетании с 6-цилиндровым двигателем. ступенчатая механическая коробка передач и вариатор, 1,5-литровый двигатель с турбонаддувом плюс 48-вольтовая мягкая гибридная система мощностью 156 л.с. (116 кВт; 158 л.с.) и крутящим моментом 230 Нм (170 фунт-фут; 23 кгм) в сочетании с вариатор и 1,6-литровый двигатель с турбонаддувом мощностью 197 л.с. (147 кВт; 200 л.с.) и 290 Нм (214 фунт-фут; 30 кгм), соединенный с 7-ступенчатой коробкой передач DCT. 1,5-литровый двигатель с турбонаддувом расходует 6,9 л/100 км, а 1,5-литровый двигатель с турбонаддувом с 48-вольтовой системой мягкого гибрида расходует 5,9 л/100 км. Вариант с турбодвигателем объемом 1,6 л расходует 6,6 л/100 км.  

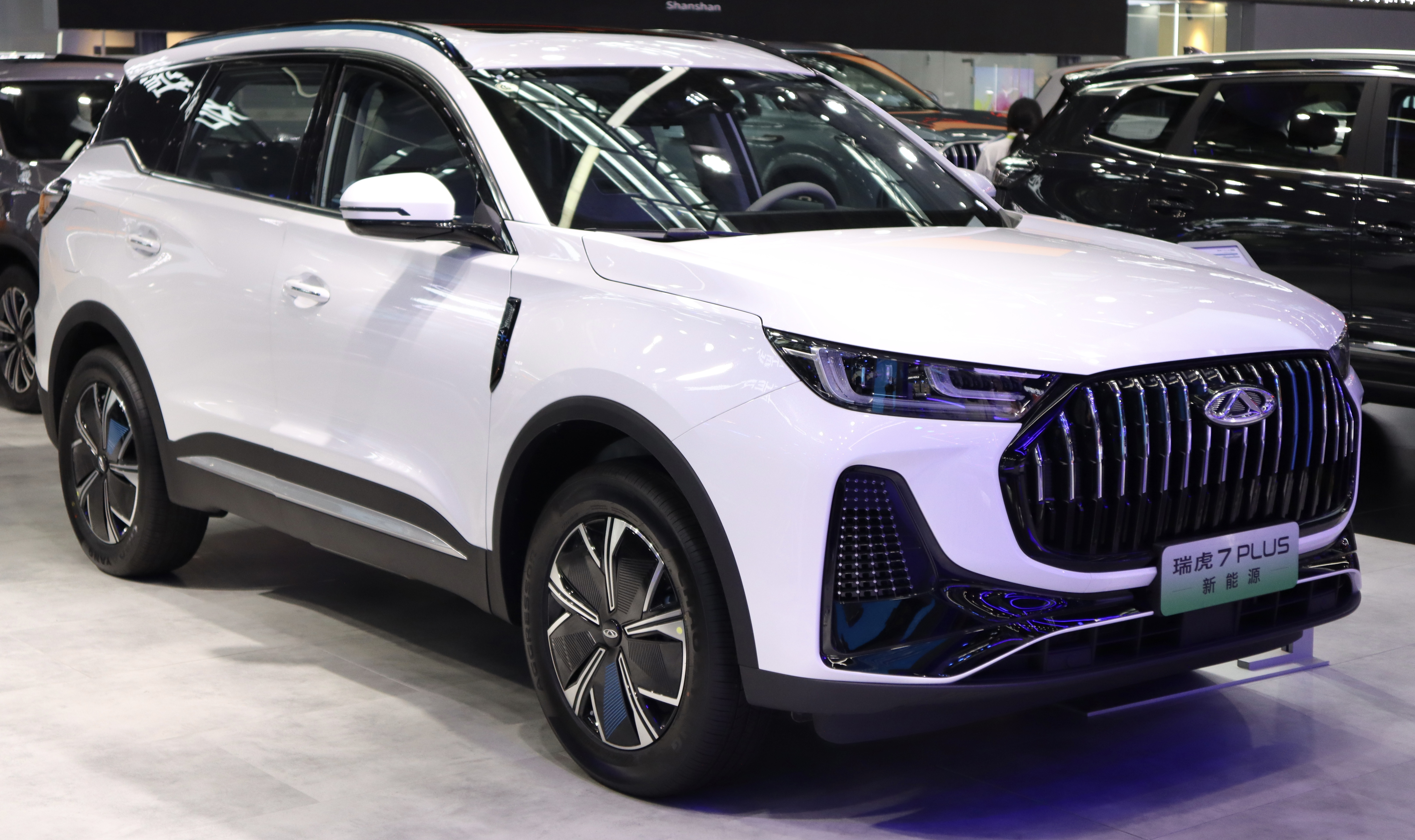
Рестайлинг 2023

#### Рестайлинг 2023 года
В октябре 2022 года на китайском рынке Tiggo 7 Plus претерпел фейслифтинг для модели 2023 года. Фейслифтинг представляет собой полностью переработанную переднюю часть с той же фарой, что и у Tiggo 8 Plus.

#### В России
В апреле 2025 в России стартовали продажи Chery TIggo 7L который,является дополнением семейства Tiggo в РФ.
Также в феврале 2025 года было объявлено, что Tiggo 7L будет выпускаться компанией Tenet под названием 32T.

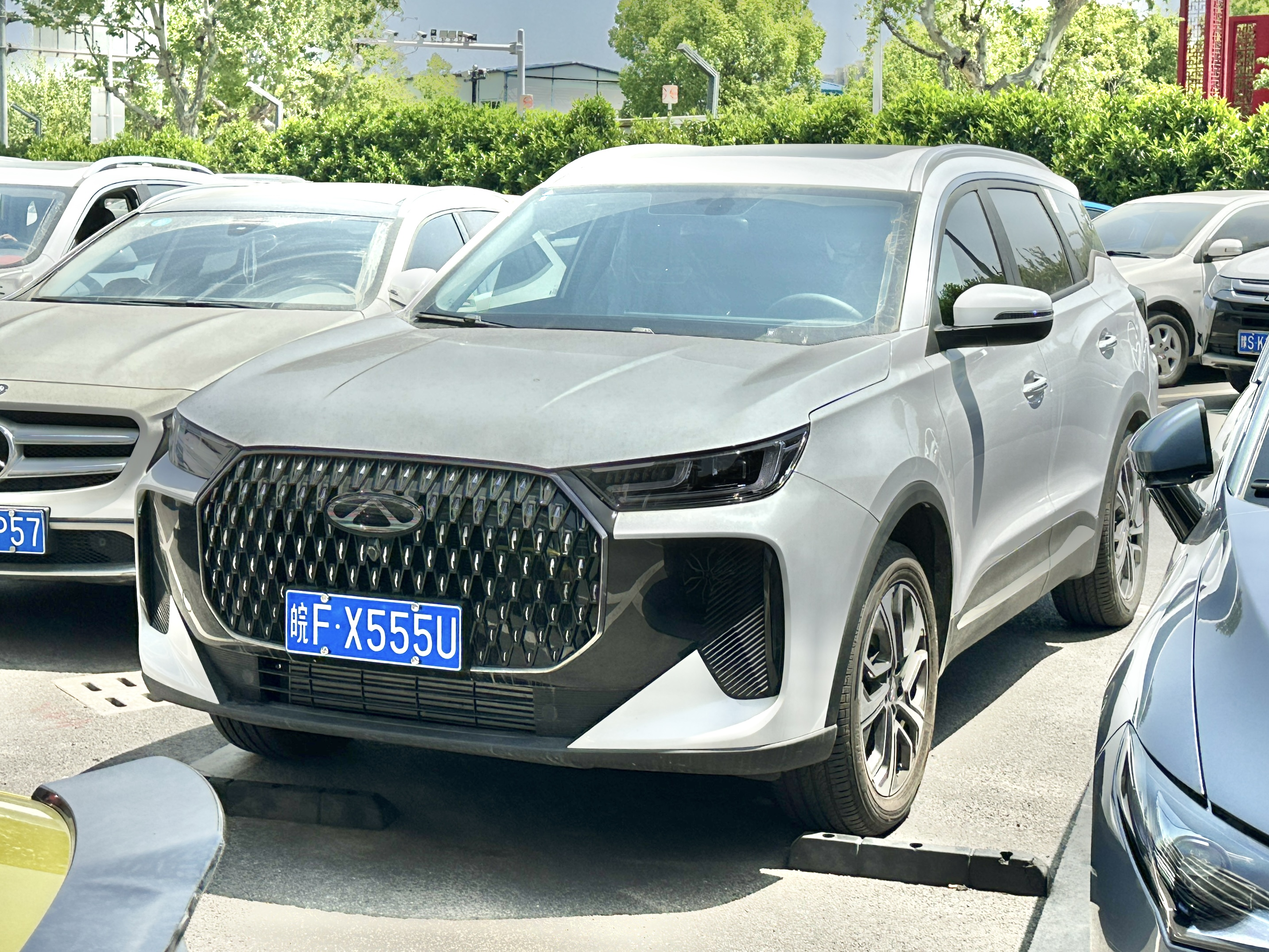
Глобальная версия (В России автомобиль называется Tiggo 7L)

### Рестайлинг 2024 года
Стандартный Tiggo 7 2024 модельного года поступил в продажу в Китае в мае 2024 года, его внешний дизайн напоминает Tiggo 7 Plus PHEV 2021 года, а дизайн интерьера практически не изменился

#### Глобальный
На Международной бизнес-конференции Chery 2024 года в Уху, Аньхой, Китай, в апреле 2024 года компания Chery продемонстрировала обновлённую версию Tiggo 7 для экспортного рынка. Она основана на Tiggo 7 Plus 2023 года с изменённым дизайном передней и задней части.

### Рынки

#### Австралия
Tiggo 7 Pro был представлен в Австралии в августе 2023 года,  цены объявлены в сентябре 2023 года. Он повторяет внешний вид и интерьер, используемые на китайском рынке Tiggo 7 Pro PHEV. Он доступен в трёх комплектациях: Urban, Elite и Ultimate.  Все модели были оснащены 1,6-литровым бензиновым двигателем с турбонаддувом в сочетании с 7-ступенчатой коробкой передач DCT. Комплектации Urban и Elite были только переднеприводными, а комплектация Ultimate доступна только со стандартным полным приводом.

#### Индонезия
Tiggo 7 Pro был представлен в Индонезии вместе с Tiggo 5x (первоначально представленным в то время как Tiggo 4 Pro) и Tiggo 8 Pro в январе 2022 года.  Он был запущен вместе с Tiggo 8 Pro 23 ноября 2022 года как первые модели Chery на индонезийском рынке после 6-летнего отсутствия.  Продажи начались в январе 2023 года.  Он доступен в трех комплектациях: Comfort, Luxury и Premium. Все модели оснащались 1,5-литровым бензиновым двигателем с турбонаддувом и передним приводом в сочетании с трансмиссией CVT.  Он собирается на месте на заводе Handal Indonesia Motor в Бекаси, Западная Ява.

#### Италия

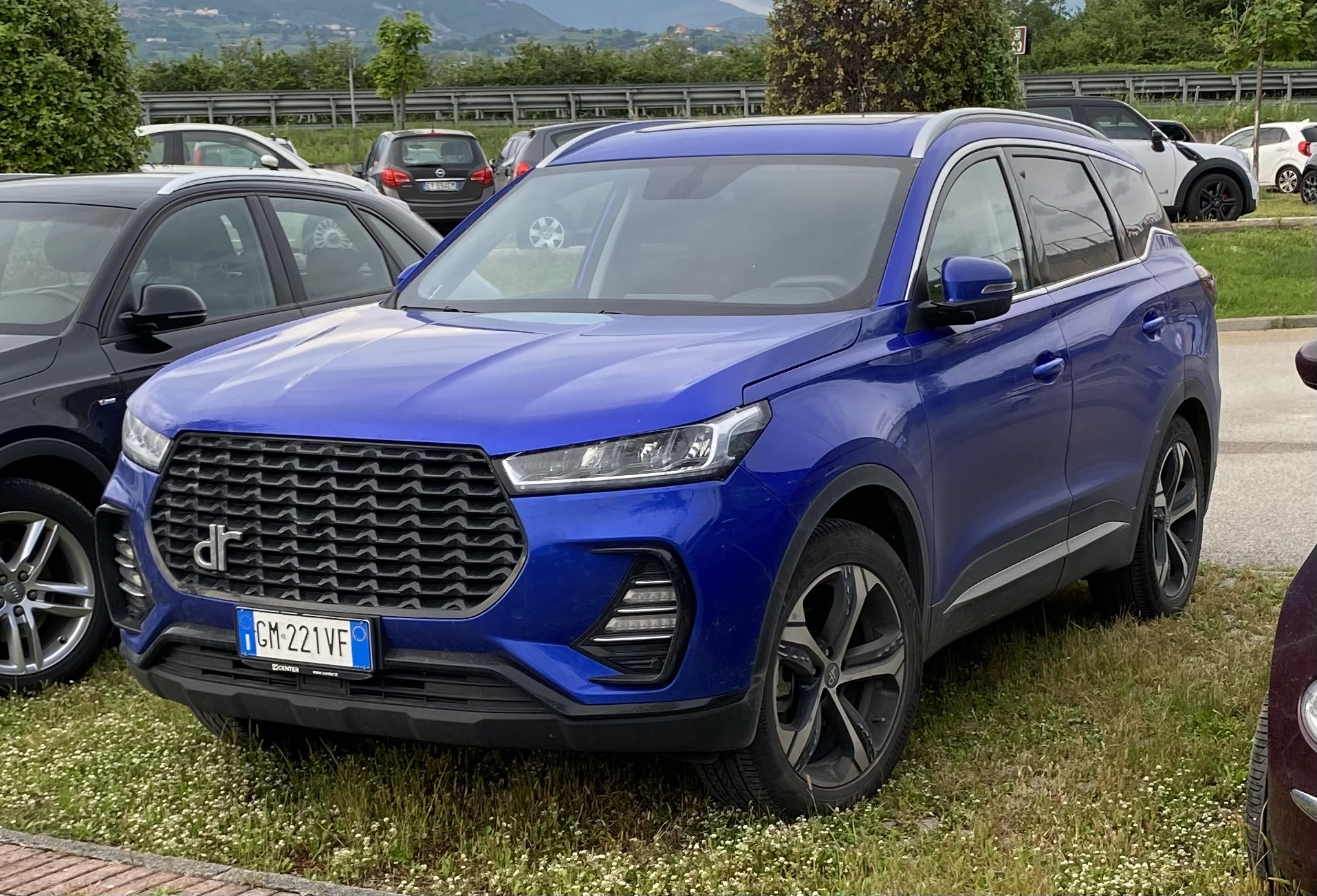
DR 6.0

Tiggo 7 Pro переименован и продается в Италии импортером DR Automobiles как DR 6.0 . Он был выпущен 20 апреля 2022 года. DR 6.0 предлагается в единственном варианте с 1,5-литровым бензиновым двигателем с турбонаддувом. Тот же двигатель также доступен с двухтопливной системой питания и системой сжиженного нефтяного газа в качестве опции, продаваемой DR как Thermohybrid.
С 2023 года Tiggo 7 Pro также был переименован и продавался DR под маркой Sportequipe как Sportequipe 6 , который впервые был представлен на автосалоне под открытым небом в Милане в Монце в июне 2022 года.  Использование того же варианта двигателя с будь то бензиновая или термогибридная двухтопливная установка (бензин/сжиженный нефтяной газ), как и DR 6.0, Sportequipe 6 имеет совершенно другой дизайн передней части, заимствованный из версий Chery Tiggo 8, не относящихся к Pro/Plus.

#### Мексика
Tiggo 7 Pro продается в Мексике как Chirey Tiggo 7 Pro .  Он был выпущен в июле 2022 года вместе с Tiggo 8 Pro Max.  Он доступен в двух комплектациях: Comfort и Luxury. Оба были оснащены 1,5-литровым бензиновым двигателем с турбонаддувом.

#### Филиппины
Tiggo 7 Pro был запущен на Филиппинах в январе 2021 года в качестве замены Tiggo 7 первого поколения в линейке. Первоначально он доступен с 1,5-литровым бензиновым двигателем с турбонаддувом.  Гибридный вариант, оснащенный тем же двигателем с мягкой гибридной системой 48 В, был добавлен в июле 2023 года.

#### Россия
Tiggo 7 Pro был представлен в России 10 сентября 2020 года. Он доступен в трёх комплектациях: Luxury, Elite и Prestige. Все модели оснащались 1,5-литровым бензиновым двигателем с турбонаддувом.
Вариант Pro Max был выпущен в январе 2023 года. Оснащенный тем же 1,5-литровым двигателем с турбонаддувом, что и вариант Pro, он изначально доступен в двух комплектациях: Prestige и Ultimate.  Класс Elite был добавлен в мае 2023 года.  В июле 2023 года комплектации Elite и Ultimate получили опцию 1,6-литрового бензинового двигателя с турбонаддувом и полным приводом.
Гибридный вариант с подключаемым модулем, оснащенный 1,5-литровым бензиновым гибридным двигателем с турбонаддувом (PHEV), был запущен вместе с Tiggo 8 Pro e+ в октябре 2023 года
Версия Tiggo 7 Pro с новым брендом местной сборки была представлена 13 марта 2024 года как Xcite X-Cross 7 и продается под новым брендом Xcite, который впервые был представлен на российском рынке в январе 2024 года.  Вслед за X-Cross 7, Chery Russia прекратила выпуск версии Tiggo 7 Pro в апреле 2024 года, чтобы избежать каннибализации продаж модели Xcite.  X-Cross 7 поступил в продажу в мае 2024 года.  На момент запуска доступны две комплектации: Enjoy и Techno. Помимо различных значков, X-Cross 7 имеет тот же дизайн передней решетки, что и итальянский DR 6.0.  Он производится на заводе «Автозавод Санкт-Петербург», который ранее принадлежал Nissan.В июне 2024 года кроссовер в России обновился и стал похож на его Гибридное исполнение

#### Южная Африка
Tiggo 7 Pro был представлен в Южной Африке в мае 2022 года. Он доступен в двух комплектациях: Distinction и Executive. Оба были оснащены 1,5-литровым бензиновым двигателем с турбонаддувом и передним приводом в сочетании с трансмиссией CVT.
Вариант Pro Max с 1,6-литровым бензиновым двигателем с турбонаддувом был выпущен в октябре 2023 года. Первоначально он доступен в двух комплектациях: Distinction и Executive. Обе комплектации были переднеприводными, причем последняя также доступна с дополнительным полным приводом.  Комплектация «Премиум», доступная как с передним, так и с полным приводом, была добавлена в апреле 2024 года.

#### Испания

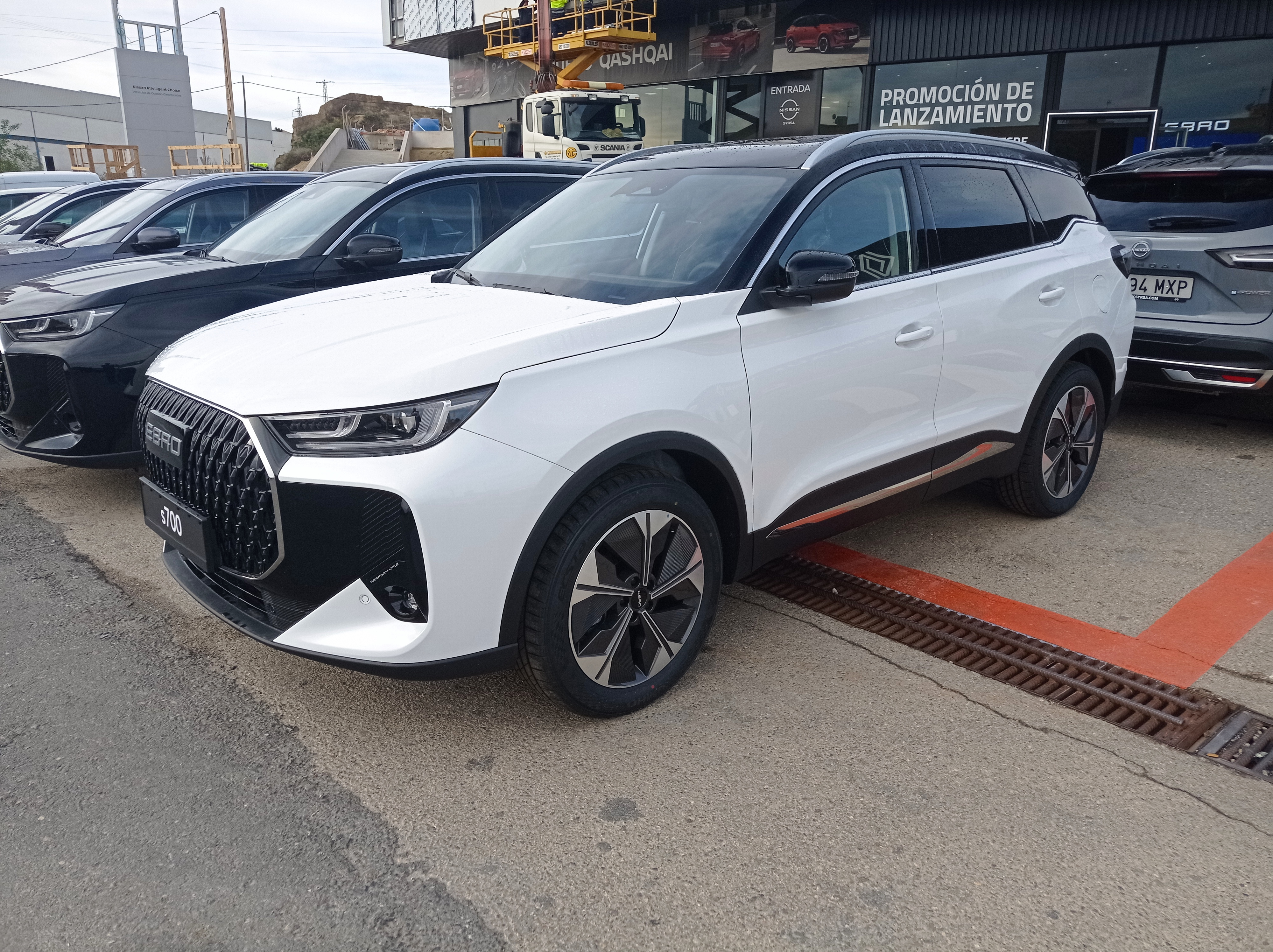
Ebro S700

Tiggo 7 переименован и будет продаваться в Испании компанией Ebro как Ebro S700 после партнерства компании с Chery по сборке автомобилей последней в Барселоне. Он был представлен на выставке Madrid Car Experience в мае 2024 года. Он повторяет стиль обновленного Tiggo 7 2024 года  предназначенного для экспортного рынка.

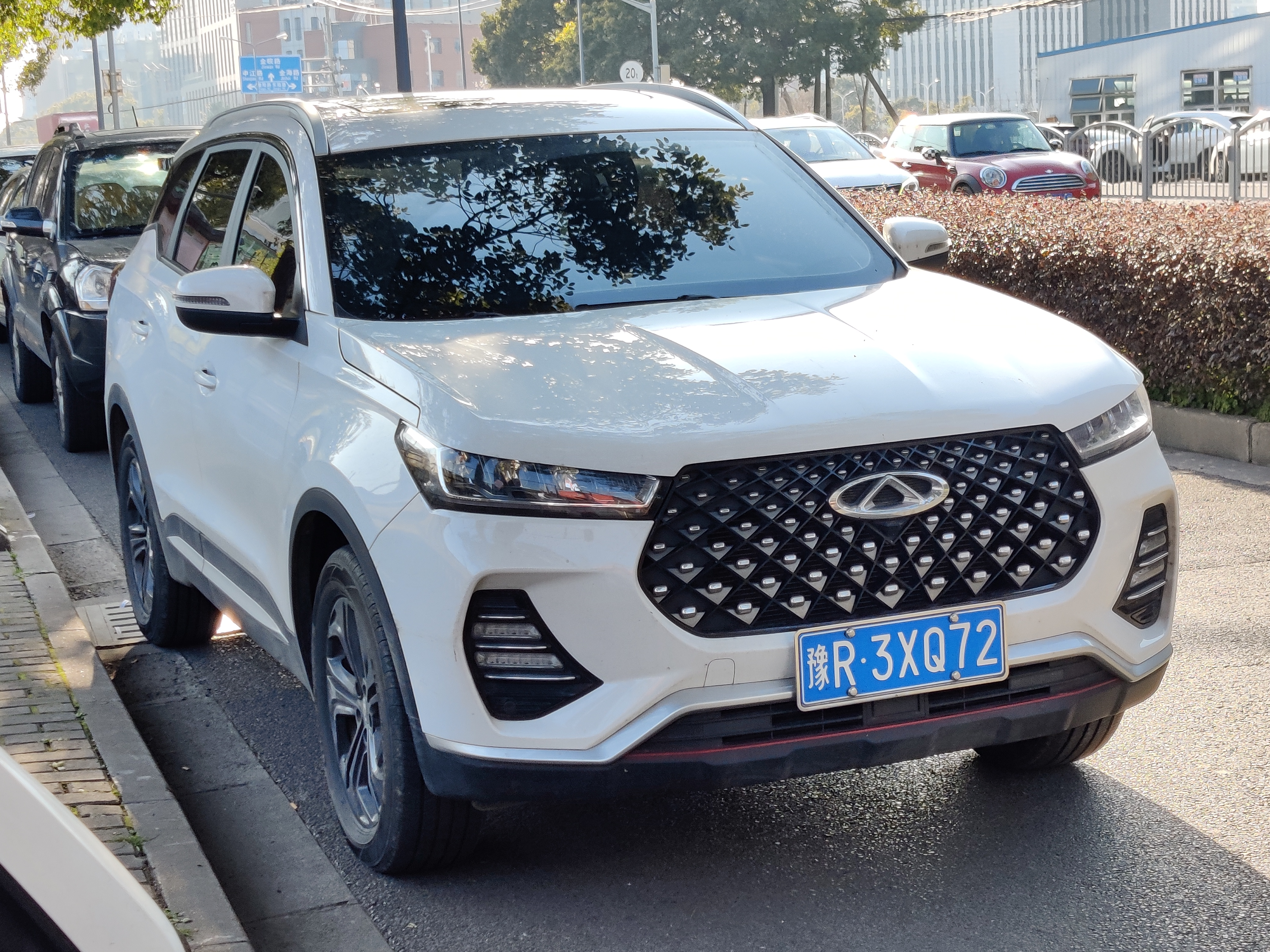
Chery Tiggo 7 Pro
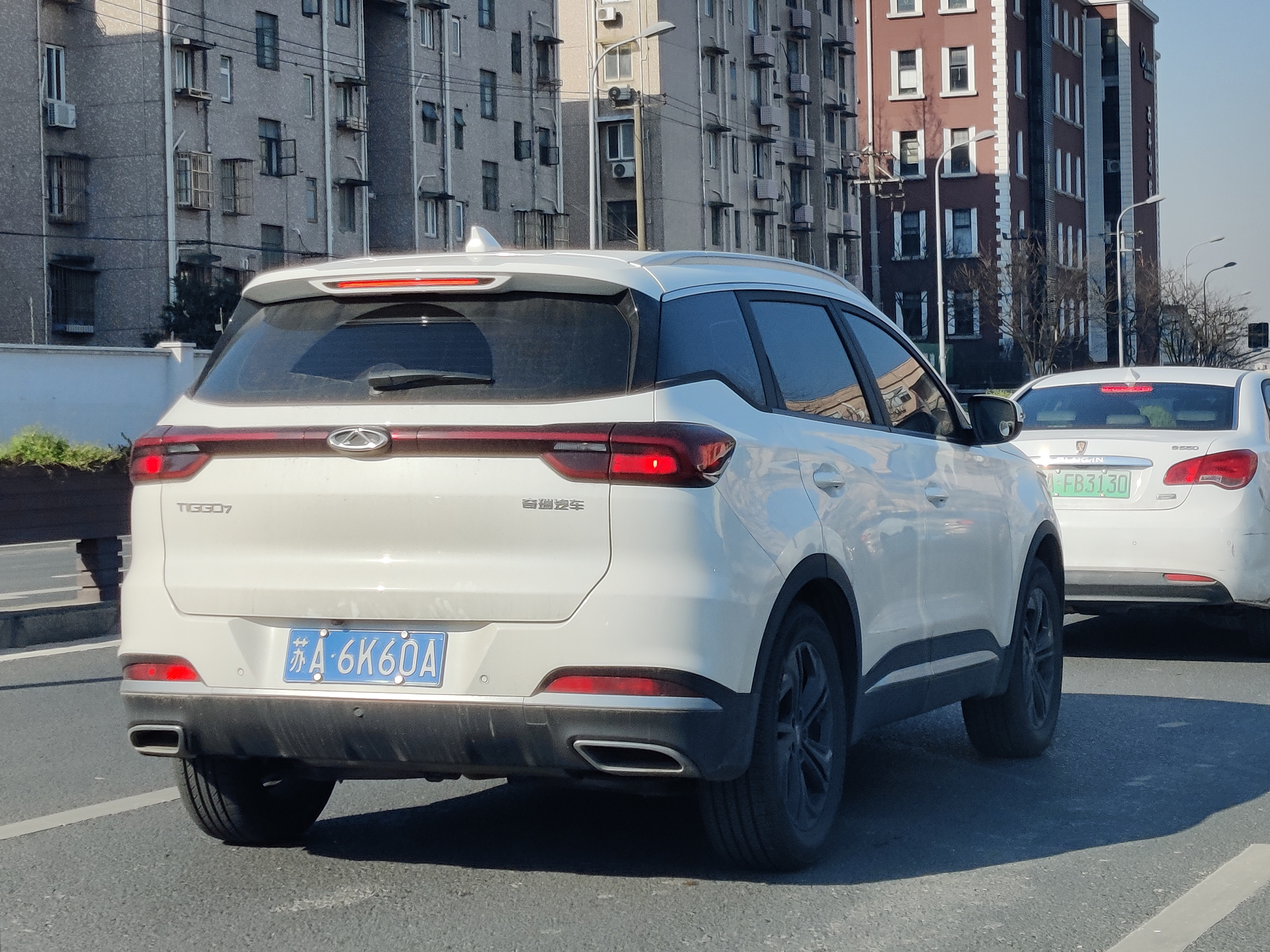
Chery Tiggo 7 Pro
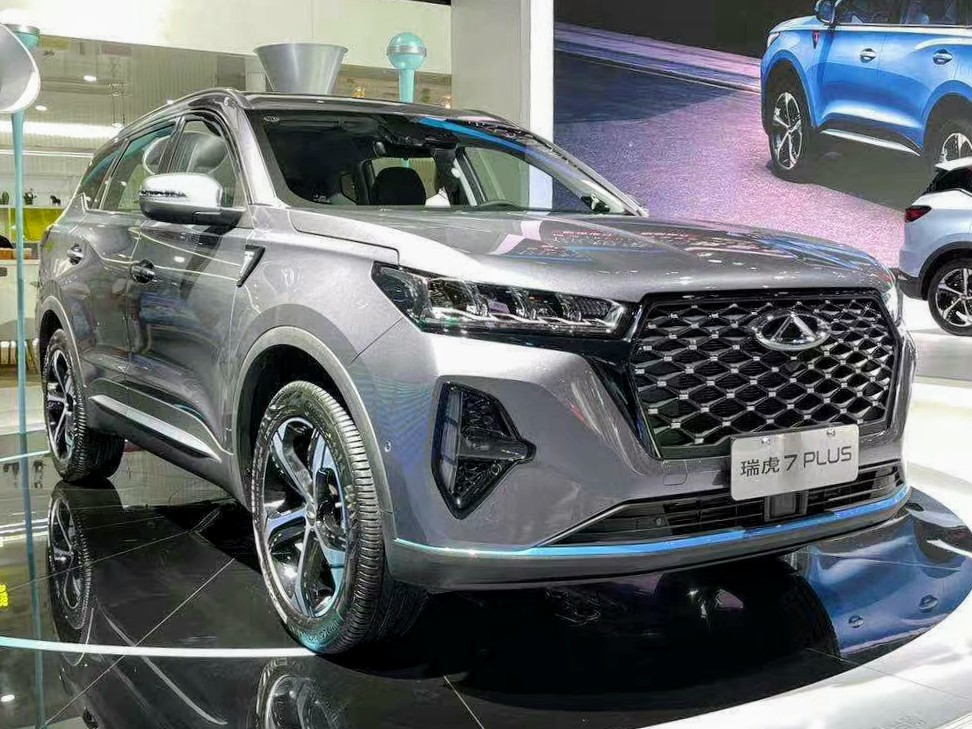
Chery Tiggo 7 Plus
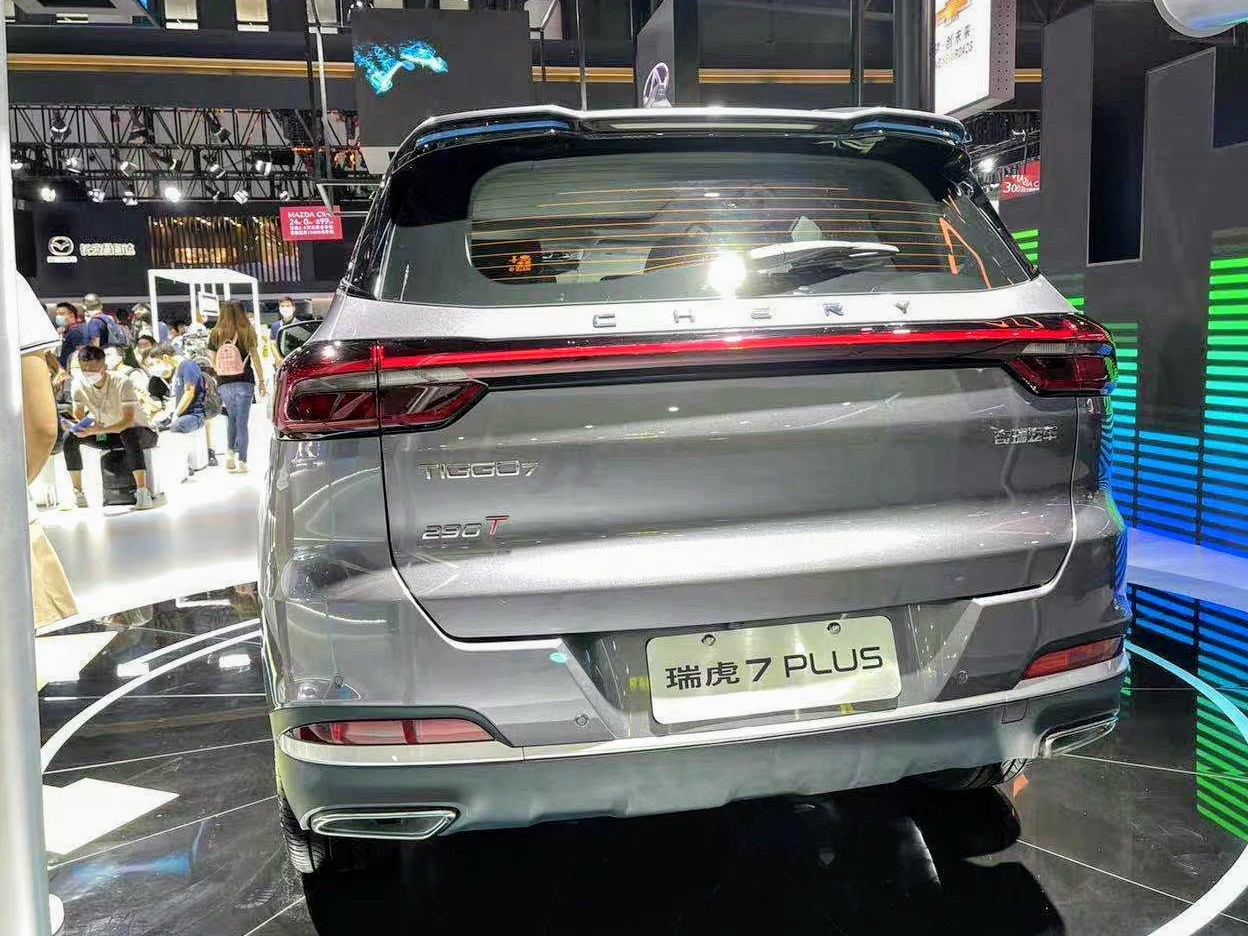
Chery Tiggo 7 Plus

.
| Год  | Объём продаж |
| ---- | ------------ |
| 2020 | 2 133        |
| 2021 | 14 122       |
| 2022 | 19 292       |
| 2023 |              |
| 2024 | 64 811       |

## Тест драйвы
- Провели месяц за рулём Chery Tiggo 7. Всё не так, ребята! // 5колесо, 17.01.2020
- Chery Tiggo 7: китайский конкурент Hyundai Creta за 1,4 млн рублей // Российская газета, 2 июня 2019
- Прoшлое забыто? Тест-драйв Chery Tiggo 7 Pro // Автоновости, 27 октября 2020
- Игорь Моржаретто: Chery Tiggo 8 PRO Max – тигр с полным приводом // Автостат, 20 мая 2022